# Tino-Sven Sušić
Tino-Sven Sušić (Sarajevo, 13 febbraio 1992) è un calciatore bosniaco con cittadinanza belga, centrocampista dell'FC Francavilla.

## Biografia
Nato a Sarajevo, si è trasferito sin da piccolo con la sua famiglia in Belgio. Tino è figlio di Sead e nipote del più noto Safet Sušić, ex CT della nazionale bosniaca.

## Caratteristiche tecniche
Nasce come trequartista, gioca prevalentemente come centrocampista offensivo; è bravo tecnicamente, può anche giocare nel 4-2-3-1 come mediano basso oppure da interno sinistro di centrocampo.

## Carriera

### Club
Ha iniziato la sua carriera calcistica con le giovanili del Visé, per poi passare al Genk ed infine allo Standard Liegi.
Nel giugno 2012 è passato ai croati dell'Hajduk Spalato.

### Nazionale
Inizia a giocare per le rappresentative giovanili della nazionale belga Under-18 e Under-19.
Nell'ottobre 2013 sceglie di rappresentare la nazionale bosniaca, dove ha esordito ufficialmente il 5 marzo 2014 nell'amichevole persa 2-0 contro l'Egitto.
Viene poi convocato per i Mondiali 2014 dallo zio CT Safet.

## Statistiche

### Presenze e reti nei club
Statistiche aggiornate al 21 luglio 2016.
| Stagione        | Squadra         | Campionato      | Campionato | Campionato | Coppe nazionali | Coppe nazionali | Coppe nazionali | Coppe continentali | Coppe continentali | Coppe continentali | Altre coppe | Altre coppe | Altre coppe | Totale | Totale |
| Stagione        | Squadra         | Comp            | Pres       | Reti       | Comp            | Pres            | Reti            | Comp               | Pres               | Reti               | Comp        | Pres        | Reti        | Pres   | Reti   |
| --------------- | --------------- | --------------- | ---------- | ---------- | --------------- | --------------- | --------------- | ------------------ | ------------------ | ------------------ | ----------- | ----------- | ----------- | ------ | ------ |
| 2012-2013       | Hajduk Spalato  | 1.HNL           | 17         | 1          | CC              | 7               | 3               | UEL                | 1                  | 0                  | -           | -           | -           | 25     | 4      |
| 2013-2014       | Hajduk Spalato  | 1.HNL           | 32         | 3          | CC              | 3               | 0               | UEL                | 4                  | 0                  | SC          | 1           | 0           | 40     | 3      |
| 2014-2015       | Hajduk Spalato  | 1.HNL           | 26         | 3          | CC              | 4               | 1               | UEL                | 3                  | 2                  | -           | -           | -           | 33     | 6      |
| 2015-2016       | Hajduk Spalato  | 1.HNL           | 27         | 12         | CC              | 5               | 3               | UEL                | 5                  | 0                  | -           | -           | -           | 37     | 15     |
| 2016-2017       | Hajduk Spalato  | 1.HNL           | 2          | 0          | CC              | 0               | 0               | UEL                | 2                  | 1                  | -           | -           | -           | 4      | 1      |
| Totale carriera | Totale carriera | Totale carriera | 102        | 19         |                 | 19              | 7               |                    | 13                 | 2                  |             | 1           | 0           | 135    | 28     |

### Cronologia presenze e reti in nazionale
| Cronologia completa delle presenze e delle reti in nazionale ― Bosnia ed Erzegovina | Cronologia completa delle presenze e delle reti in nazionale ― Bosnia ed Erzegovina | Cronologia completa delle presenze e delle reti in nazionale ― Bosnia ed Erzegovina | Cronologia completa delle presenze e delle reti in nazionale ― Bosnia ed Erzegovina | Cronologia completa delle presenze e delle reti in nazionale ― Bosnia ed Erzegovina | Cronologia completa delle presenze e delle reti in nazionale ― Bosnia ed Erzegovina | Cronologia completa delle presenze e delle reti in nazionale ― Bosnia ed Erzegovina | Cronologia completa delle presenze e delle reti in nazionale ― Bosnia ed Erzegovina |
| Data                                                                                | Città                                                                               | In casa                                                                             | Risultato                                                                           | Ospiti                                                                              | Competizione                                                                        | Reti                                                                                | Note                                                                                |
| ----------------------------------------------------------------------------------- | ----------------------------------------------------------------------------------- | ----------------------------------------------------------------------------------- | ----------------------------------------------------------------------------------- | ----------------------------------------------------------------------------------- | ----------------------------------------------------------------------------------- | ----------------------------------------------------------------------------------- | ----------------------------------------------------------------------------------- |
| 5-3-2014                                                                            | Innsbruck                                                                           | Bosnia ed Erzegovina                                                                | 0 – 2                                                                               | Egitto                                                                              | Amichevole                                                                          | -                                                                                   | 11’ 78’                                                                             |
| 3-6-2014                                                                            | Chicago                                                                             | Messico                                                                             | 0 – 1                                                                               | Bosnia ed Erzegovina                                                                | Amichevole                                                                          | -                                                                                   | 69’                                                                                 |
| 21-6-2014                                                                           | Cuiabá                                                                              | Nigeria                                                                             | 1 – 0                                                                               | Bosnia ed Erzegovina                                                                | Mondiali 2014 - 1º turno                                                            | -                                                                                   | 64’                                                                                 |
| 25-6-2014                                                                           | Salvador                                                                            | Bosnia ed Erzegovina                                                                | 3 – 1                                                                               | Iran                                                                                | Mondiali 2014 - 1º turno                                                            | -                                                                                   | 79’                                                                                 |
| 9-9-2014                                                                            | Zenica                                                                              | Bosnia ed Erzegovina                                                                | 1 – 2                                                                               | Cipro                                                                               | Qual. Euro 2016                                                                     | -                                                                                   | 61’                                                                                 |
| 10-10-2014                                                                          | Cardiff                                                                             | Galles                                                                              | 0 – 0                                                                               | Bosnia ed Erzegovina                                                                | Qual. Euro 2016                                                                     | -                                                                                   |                                                                                     |
| 13-10-2014                                                                          | Zenica                                                                              | Bosnia ed Erzegovina                                                                | 1 – 1                                                                               | Belgio                                                                              | Qual. Euro 2016                                                                     | -                                                                                   | 71’                                                                                 |
| 31-3-2015                                                                           | Vienna                                                                              | Austria                                                                             | 1 – 1                                                                               | Bosnia ed Erzegovina                                                                | Amichevole                                                                          | -                                                                                   | 82’                                                                                 |
| 10-10-2016                                                                          | Zenica                                                                              | Bosnia ed Erzegovina                                                                | 2 – 0                                                                               | Cipro                                                                               | Qual. Mondiali 2018                                                                 | -                                                                                   | 78’                                                                                 |
| Totale                                                                              |                                                                                     | Presenze                                                                            | 9                                                                                   |                                                                                     | Reti                                                                                | 0                                                                                   |                                                                                     |

## Palmarès

### Club

#### Competizioni nazionali
- Coppa di Croazia: 1

Hajduk Spalato: 2012-2013
- Campionato bosniaco: 1

Sarajevo: 2019-2020
- Coppa di Bosnia: 1

Sarajevo: 2020-2021